# Gaceta Marinera
Gaceta Marinera es una publicación institucional producida por  la Armada Argentina que se publica trimestralmente y cuya temática general está relacionada con el mar y los ríos argentinos,  las actividades navales y  la defensa.  El 17 de mayo de 2011 cumplió 50 años de ediciones ininterrumpidas desde su creación. 

## Historia
La revista nació como un periódico de la Base Naval Puerto Belgrano ante la creciente necesidad de la marina de guerra de contar con un órgano informativo para facilitar la comunicación interna con las decenas de miles de hombres, militares y civiles,  que prestaban servicios en la institución a mediados del siglo XX. 
Estuvo inspirada en la revista Cols Bleus (Cuellos Azules) de la Marina Nacional de Francia y su primer número se publicó el 17 de mayo de 1961, coincidente con el día de la Armada. Esta edición, en papel prensa,  tenía un formato tipo sábana y contaba con 8 páginas. Era editado quincenalmente en la imprenta de la Base Naval. 
En 2000 cambió su formato al de revista, primero de 36 páginas y en mayo de 2004 al actual de 80; entre el periódico y la revista  Gaceta Marinera llevaba 749 ediciones a comienzos de 2011. En 2002 se comenzó a publicar un portal de noticias en Internet denominado Gaceta Marinera Digital y en abril de 2005 un tabloide que por su periodicidad tomó el nombre de Gaceta Marinera Mensual, dedicado exclusivamente a la comunicación interna.

## Otros proyectos de comunicación
Desde el año 2006 las Armadas de Argentina y de Chile, a través de sus revistas Gaceta Marinera y Vigía,  producen una revista anual combinada denominada Latitud Sur que tiene por objetivo fortalecer la confianza mutua. En el área audiovisual desde 2009 se producen contenidos para un programa de televisión denominado Bravo Zulu, destinado principalmente a la comunicación interna.

## Estilo
Gaceta Marinera nació como un periódico con fines informativos internos orientado al público de la marina. Brindaba información general sobre el quehacer y la actualidad naval y crónicas de las principales actividades de la marina. 
La revista se renovó completamente en 2004, tanto en su diagramación general, como sus contenidos y diseño. Actualizó su modo de narración combinando secciones netamente informativas con notas extensas sustentadas en el nuevo periodismo, con especial énfasis en la dimensión humana y en los cuales la fotografía y el diseño gráfico ocupan un lugar destacado. 

## Redacción
La Redacción de Gaceta Marinera se encuentra en la Base Naval Puerto Belgrano, en una antigua casa cercana a la Punta Alta, un accidente geográfico que dio origen al nombre de la ciudad lindante con la base naval. En ese predio Charles Darwin  realizó hallazgos de fósiles de enormes mamíferos extintos,  durante el viaje en el bergantín Beagle, que fueron el germen de su teoría evolutiva.

## Links
- Sitio oficial de 'Gaceta Marinera'
- Sitio oficial de 'Bravo Zulu'

- Datos: Q5873848